# IN Большой Медведицы
IN Большой Медведицы (лат. IN Ursae Majoris), HD 112184 — одиночная переменная звезда в созвездии Большой Медведицы на расстоянии приблизительно 2482 световых лет (около 761 парсека) от Солнца. Видимая звёздная величина звезды — от +8,91m до +8,77m.

## Характеристики
IN Большой Медведицы — красная пульсирующая медленная неправильная переменная звезда (LB:) спектрального класса Ma.